# Кардар, Абдул Хафиз
Абду́л Хафи́з Карда́р (урду عبد الحفیظ کاردار‎, англ. Abdul Hafeez Kardar; 17 января 1925, Лахор — 21 апреля 1996, Исламабад) — пакистанский политик, игрок в крикет за команды Индии и Пакистана; считается отцом пакистанского крикета.
Абдул Хафиз был самым молодым членом индийской команды, когда в 1946 году поехал в Англию на первый послевоенный тур. После его окончания он остался в Англии, сменил своё имя на Абдул Хафиз Кардар, поступил в Оксфордский университет, где изучал философию, экономику и политологию и играл за университетскую сборную. В 1949 году, после образования Пакистана, он вернулся туда, где возглавил Пакистанскую сборную по крикету.
В 1958 году он оставил большой спорт. Под руководством Абдула Кардара сборная Пакистана выиграла 6, проиграла 6 и свела вничью 11 матчей.
После ухода из спорта Кардар стал заниматься политикой. Вскоре после формирования Пакистанской народной партии Абдул Хафиз Кардар вступил в неё. На выборах 1970 года он получил место в Панджабской провинциальной ассамблее и был министром продовольствия и образования в правительстве Пакистанской народной партии. В 1972—1977 годах он был президентом пакистанского совета по крикету. Его последней государственной должностью было место посла Пакистана в Швейцарии (1991—1993).